# JetPunk
JetPunk est un site de jeux et de quiz en ligne. Le service propose une variété de quiz sur différents sujets, tels que la géographie, l'histoire, la science, la littérature et la musique,. Le site propose des quiz dans une variété de langues, telles que : l'anglais, le français, l'espagnol, le néerlandais, l'italien, l'allemand, le finnois, le portugais et le polonais. Le siège social de JetPunk se situe à Seattle aux États-Unis.

## Histoire
Le site web a été créé le 20 mars 2008,par les frères John et Daniel Hostetler (H Brothers Incorporated). Lors de sa création, le site web était à l'origine semblable à une agence de voyages et son objectif était de rechercher des vols aériens. Par la suite, les créateurs ont ajouté une fonction de recherche d'hôtels. En septembre 2008, le site a commencé à afficher des quiz, en commençant par un quiz qui exigeait d'identifier les 195 pays du monde,,. À la fin de l'année, les quiz ont commencé à se diversifier dans d'autres genres. En 2009, la conception du site Web a changé et JetPunk a connu son premier changement majeur au début de 2011 lorsqu'il a permis aux utilisateurs de créer leurs propres quiz. Les quiz sont devenus la principale caractéristique et le poisson Jeppy a été présenté comme logo du site Web. Le nombre de quiz répondus a augmenté régulièrement, atteignant finalement 5 millions de pages vues en 2012.

## Site web

### Jouabilité

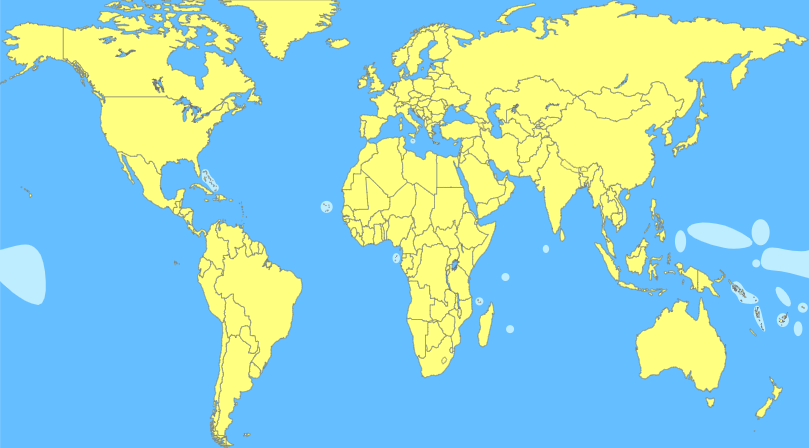
La carte SVG utilisée pour le quiz le plus populaire de JetPunk, « Pays du monde ».

Les utilisateurs ont la possibilité de répondre à un quiz chronométré ou non, et le site contient du texte, des images, des clics, des clics sur la carte, des choix multiples, des quiz de sélection de tuiles et des quiz et des clics en "mort subite", c'est-à-dire qu'une mauvaise réponse met fin au quiz. Le site permet aux utilisateurs de jouer à des quiz en vedette ou non. Les quiz proposés permettent à un utilisateur de gagner plus de points sur JetPunk (jusqu'à 5, en fonction de ses performances par rapport aux autres utilisateurs), ce qui augmente le niveau de l'utilisateur au fil du temps,. En revanche, les quiz non présentés ne permettent pas aux utilisateurs de gagner des points ou d'augmenter leur niveau sur le site Web. Les utilisateurs peuvent également faire des quiz, qui sont présentés par Dan Hostetler, le JetPunk Quizmaster ou via des nominations d'utilisateurs. Le site contient actuellement des centaines de milliers de quiz, dont plus de 20 000 quiz de géographie. L'obtention de certains scores sur des quiz spécifiques obtiendra des badges d'utilisateurs, et il existe actuellement 31 badges différents sur le site que les utilisateurs peuvent gagner.
En plus des quiz géographiques, JetPunk s'adresse à un large public de diverses communautés de la culture pop grâce à divers quiz documentant des informations sur les franchises populaires. Pokémon est l'une de ces franchises, contenant des quiz populaires concernant les différents personnages et types avec de nombreuses prises dans plusieurs langues.
Le gameplay et les fonctionnalités de niveau sont similaires à des sites tels que Sporcle, auxquels il est couramment comparé,.

### Réseaux sociaux
Le site Web dispose d'un large éventail de fonctionnalités interactives pour le réseautage entre utilisateurs, telles que la possibilité de laisser des commentaires sur un certain quiz, d'évaluer des quiz, de créer et d'« aimer » des articles de blog, de répondre à d'autres utilisateurs et de poster des messages sur le tableau des messages, similaires aux fonctionnalités que l'on trouverait sur un site de médias sociaux traditionnels. Le site permet également aux utilisateurs de se « faire des amis » pour comparer facilement les scores des quiz.

### Adhésion
Seuls les utilisateurs du site sont autorisés à créer des quiz et à acquérir des badges pour jouer à certains, bien que l'inscription de base soit gratuite. Les utilisateurs peuvent également acquérir un abonnement JetPunk Premium qui permet d'accéder à certaines fonctionnalités du site, telles que Quiz Analytics, ainsi que la suppression des publicités sur le site.

### Popularité
Selon le site officiel, les quiz du site ont été joués 700 millions de fois. Le quiz le plus populaire du site, le « Quiz des pays du monde », a été joué plus de 28 millions de fois. De plus, le site a accumulé plus de 733 millions de prises en mai 2023. Le site a également été mentionné dans le Hindustan Times comme un « grand point chaud de Trivia » et certains de ses quiz de géographie ont été présentés dans diverses vidéos YouTube, dont une par le Britannique GeoWizard.
TikTok est devenu un endroit populaire pour partager JetPunk, dans lequel de nombreuses personnes téléchargent des vidéos accélérées d'eux-mêmes en train de remplir des quiz JetPunk pour leur public, généralement des quiz où l'on "remplit" une carte avec leurs réponses. La balise JetPunk sur TikTok comptait plus de 46 millions de vues en mai 2023.

## Langues
Au départ, JetPunk n'était disponible qu'en anglais, mais après quelques années d'existence en tant que site de quiz, de plus en plus de langues sont devenues utilisables. Les langues disponibles peuvent être classées selon une hiérarchie de fonctionnalités, de celles qui ont une section entièrement dédiée (9 langues) à celles qui n'ont qu'un quiz « Pays du monde » officialisé (plus de 60).
Les langues présentées ne sont pas sélectionnées en fonction du nombre de locuteurs dans le monde, mais en fonction de l'activité de chaque langue sur le site lui-même. C'est pourquoi seules 4 des 7 langues considérées comme "grandes" ou "régionales" par David Graddol ont une section dédiée sur JetPunk. Le finnois est la dernière langue à avoir été présentée, le 10 mai 2021. En 2022, la langue non mise en avant avec le plus d'utilisateurs était le russe, représentant environ 1,5% des comptes sur le site.

## Philanthropie
5 % des revenus de JetPunk sont destinés à la plantation d'arbres,. Le site a un compteur en haut de sa page d'accueil qui présente une estimation du nombre d'arbres plantés en fonction des fonds versés, mais qui n'est pas mis à jour en permanence. Dans le passé, JetPunk s'est associé à la Fondation Arbor Day pour planter des arbres. Depuis le 8 novembre 2019, ils se sont associés à une organisation à but non lucratif appelée Trees for the Future. Depuis lors, ils ont planté plus de 500 000 arbres.

## Statistiques
En mai 2023, JetPunk se classe no 71 dans la liste des sites de jeux les plus visités aux États-Unis. 19,39 % des utilisateurs du site sont des États-Unis, avec 10,46 % du Royaume-Uni et 9,79 % de la France. De plus, la majorité des utilisateurs de JetPunk viennent du monde occidental,. Le site reçoit également environ 1,5 million de pages vues par jour, ce qui équivaut à environ 547,5 millions de pages vues par an. Selon le site officiel, plus de 733,5 millions de quiz ont été remplis.